# Alveol
Alveoler er de mindste luftrum i lungerne. De har form som små sække. Det er i alveolerne, at ilten diffunderer fra lungerne ud i blodbanen, og at kuldioxiden trænger fra blodbanen ind i lungerne. Det sker ved hjælp af en diffusion, som er en ikke aktiv transportform, der går fra høj til lav koncentration. Denne transport sker derfor af sig selv i kroppen og derfor bruger kroppen ikke energi på denne transportform. 
| Anatomi | Spire Denne artikel om anatomi er en spire som bør udbygges. Du er velkommen til at hjælpe Wikipedia ved at udvide den. |